# Fontanès (Gard)
Fontanès é uma comuna francesa na região administrativa de Occitânia, no departamento de Gard. Estende-se por uma área de 14,44 km². Em 2010 a comuna tinha 699 habitantes (densidade: 48,4 hab./km²).